# Sulawesieule
Die Sulawesieule (Tyto rosenbergii) auch Sulawesi-Schleiereule oder Celebes-Schleiereule ist eine Art aus der Familie der Schleiereulen. Die Art kommt in zwei Unterarten ausschließlich auf Sulawesi vor. 

## Merkmale
Die Sulawesieule erreicht eine Körperlänge von 41 bis 50 Zentimetern. Sie erreicht damit die Größe der Neuhollandeule, weist jedoch auf ihren Flügeln mehr Querbinden auf und hat außerdem um ihren weißlichen Gesichtsschleier einen rötlich braunen Rand. Die Körperoberseite ist braungrau mit größeren rötlich-braunen Farbpartien und mit vereinzelten Flecken, die auf der unteren Hälfte weiß und oben schwarz sind. Auf der Körperunterseite ist sie blassgelb mit braunen Flecken. Die Füße sind ungewöhnlich kräftig. In ihrem Verbreitungsgebiet kommt als einzige weitere Schleiereulenart die Minahassaeule vor, die allerdings mit einer Körpergröße von 27 bis 31 Zentimetern deutlich kleiner ist.
Der Lebensraum der Sulawesieule sind Regenwälder, baumbestandene Regionen und halboffene Landschaften. Sie kommt auch in landwirtschaftlich genutzten Gebieten sowie in der Nähe von menschlichen Siedlungen vor. Ihre Höhenverbreitung reicht von der Tiefebene bis in Höhenmeter von 1.100 über NN. 
Das Nahrungsspektrum dieser nachtaktiven Eule ist nicht abschließend untersucht. Belegt sind anhand des Gewölles unter anderem Ratten und Wühlmäuse. Vermutlich zählen eine Reihe kleinerer Wirbeltiere zum Beutespektrum. Über die Fortpflanzungsbiologie ist bislang wenig bekannt. Auch die Bestandszahl ist nicht ermittelt. Sie gilt aber als eine weit verbreitete Art auf Sulawesi, die nicht so stark unter der Abholzung leidet, die auf dieser Insel stattfindet.

## Etymologie und Forschungsgeschichte
Die Erstbeschreibung des Sulawesieule erfolgte 1866 durch Hermann Schlegel unter dem Namen Strix Rosenbergii. Das Typusexemplare wurden von Hermann von Rosenberg (1817–1888)  gesammelt in Modelino, Boni und Gorontalo zugetragen. Erst später wurde die Sulawesieule der von Gustaf Johan Billberg im Jahr 1821 eingeführten neuen Gattung Tyto zugeordnet. Dieser Name leitet sich aus den griechischen Wort τυτω, τυτους tutō, tutous für „Eule, Nachteule“ ab. Das Artepitheton rosenbergii ist dem Sammler des Typusexemplars gewidmet.

## Belege

### Einzelbelege
1. ↑   König et al., S. 224
2. ↑   König et al., S. 223
3. ↑   König et al., S. 222
4. 1 2  Hermann Schlegel (1866), S. 181–182.
5. ↑  Gustaf Johan Billberg, Tableau A.
6. ↑  Tyto The Key to Scientific Names Edited by James A. Jobling